# Фауністичне районування
Фауністичне (зоогеографічне) районування суходолу та Світового океану — поділ поверхні Землі й окремих її територій і акваторій на природні регіони, що відрізняються рангом, ступенем ендемізму, особливостями історичного розвитку і розселення їхніх фаун. Різні природні умови обумовлюють присутність різних біологічних видів на певній території, бо окремі види еволюційно пристосовані до проживання у певних умовах довкілля й лише деякі можуть пристосовуватись до існування в різних, не змінюючи при цьому власного фенотипу. Окрім того географічні бар'єри можуть призводити до ізоляції окремих фаун, що існують в подібних природних умовах, але мають власний еволюційний шлях розвитку, а отже різняться одна від одної.
Умови існування і склад фауни в морі й на сушу настільки відрізняються, що для морської й наземної фауни створені самостійні системи фауністичного районування. Прісноводна фауна загалом районується аналогічно зоогеографічним районам суходолу. Фауна кожної області має спільну палеогеографічну історію й несе спільні риси, обумовлені нею. Так фауна Голарктики, наймолодша, сформувалась в плейстоцені під час льодовикових епох; фауна Австралії — найдревніша, несе на собі відбитки крейдової епохи.

## Ієрархія
Прийнята система ієрархії зоогеографічного районування:
- царство, характеризується наявністю ендемічних таксонів на рівні рядів;
- область, характерен ендемізм на рівні родин;
- підобласть, характерен ендемізм на рівні родів;
- провінція, характерні ендемічні види;
- округ,
- ділянка.

## Картографування
Між зоогеографічними районами лежать різної ширини перехідні зони, в яких, як правило, спостерігається фауна з обох сусідніх районів. Різкі кордони регіонів позначені в тих випадках, коли в основі їх є якісь фізико-географічні фактори (берег, як межа води й суходолу, гірський хребет тощо). При картографуванні й виділенні окремих фауністичних зон важливим моментом є проведення меж між ними. Кордони між регіонами різного ієрархічного рангу називаються зоохоронами. Для картографування зоохоронів застосовується метод сінперат: на карту наносять ареали за можливості найбільшого числа видів, в результаті на карті з'являються смуги згущення меж ареалів різних таксонів — сінперати. Сінперати загалом проходять важкодоступними для окремих організмів ділянками суходолу — географічними бар'єрами (гірські хребти, великі річки).

## Районування суходолу
Головними групами при районуванні суші на вищі категорії (царства) служать хребетні, насамперед ссавці. За наявністю чи відсутністю окремих представників ссавців як правило виділяють 4 фауністичні царства і 8 областей:
- Арктогея, яку населяють виключно плацентарні,
  - Голарктична область (центральні й північні райони Євразії і Північної Америки, північ Африки),
  - інколи поділяють на Неарктику (Північна Америка) та Палеарктику (Євразія);
- Нотогея, багато сумчастих, мало плацентарних, присутні однопрохідні,
  - Австралійська область (Австралія і Нова Гвінея),
  - Полінезійська область (Полінезія),
  - Новозеландська область (Нова Зеландія);
- Палеогея, відсутні однопрохідні, але зустрічаються сумчасті,
  - Ефіопська область (Субсахарська Африка),
  - Мадагаскарська область (острів Мадагаскар),
  - Індо-Малайська область (Південна та Південно-Східна Азія і захід Малайського архіпелагу);
- Неогея, відсутні однопрохідні, але зустрічаються сумчасті (Центральна і Південна Америка),
  - Неотропічна область.

Антарктична суша, населена в основному тваринами, що пов'язані з морем, не входить ні в одне із царств.

### Районування прісних водойм
Основою для районування континентальних водойм є фауністичний склад великих озер:
- Палеарктічна область,
  - Європейсько-Центральноазійська підобласть,
  - Охридська підобласть,
  - Сибірська підобласть.
- Понто-Каспійська солонуватоводна область.
- Байкальська область.
- Сино-Індійська область, 
  - Амурська підобласть,
  - Японська підобласть,
  - Китайська підобласть,
  - Індо-Малайська підобласть.
- Ефіопська область.
- Танганьїцька область.
- Неарктична область,
  - Тихоокеанська підобласть,
  - Атлантична підобласть.
- Неотропічна область,
  - Центральноамериканська підобласть,
  - Південноамериканська підобласть.
- Австралійська область.

## Районування Світового океану
При районуванні Світового океану прийняті самостійні системи фауністичного районування. Для товщі вод (пелагіалі), для дна океану (бенталі) і для кожної з вертикальних зон, що пояснюється різкою різницею між населенням товщі води й населенням дна, а також яскраво вираженою вертикальною зональністю в розподілі морських організмів.
Районування пелагеалі в цілому збігається з кліматичними широтними поясами. Бенталь чітко поділяється на мілководну (до глибин 200 м) фауну та фауну глибинних ділянок океанічного дна. У межах континентального шельфу виділяють 3 царства, кожне з яких поділяється на області, підобласті, провінції:
- Царство холодних і помірних морів Північної півкулі,
  - Арктична область,
  - Бореальна область,
    - Північнотихоокеанська область з багатою фауною, великою кількістю древніх кайнозойських форм,
    - Північноатлантична область, з біднішою фауною, що була знищена під час останніх льодовикових епох, присутні ендемічні форми;
- Тропічне царство з надзвичайно багатою фауною і флорою, окремі ендемічні класи, характерні коралові рифи, мангрові ліси в зоні літоралі,
  - Індо-Західнотихоокеанська область (Індо-Вестпацифічна),
  - Західноафриканська область (Гвінейська),
  - Центральноамериканська область,
  - Середземноморсько-Лузитанська область, з фауною генетично пов'язана з тропічним царством;
- Царство холодних і помірних морів Південної півкулі,
  - Кергеленська область (острови Кергелен, Принс-Едуард, Маккуорі, Крозе),
  - Патагонська область (шельф Патагонії, острови Вогняна Земля, Фолклендські),
  - Антарктична область (шельф навколо Антарктиди, Південна Джорджія).

Зоогеографічне районування фауни абіссальних ділянок океану менш диференційовано. Виділяють 3 планетарних області, які поділяються на підобласті та провінції:
- Тихоокеансько-Північноіндійська абіссальна область,
- Атлантична абіссальна область,
- Антарктична абіссальна область.